# دروغگوی بزرگ
«عجب دروغگویی» (به هندی: झूठा कहीं का، به انگلیسی: What a Liar) یک فیلم کمدی هندی است که در سال ۱۹۷۹ منتشر شد. از بازیگران آن می‌توان به ریشی کاپور و نیتو سینگ اشاره کرد. این فیلم با موفقیت تجاری و انتقادی مواجه شد.